# Dicymbe
Dicymbe é um género botânico pertencente à família Fabaceae.